# Fixeur
Fixeur è un film del 2016 diretto da Adrian Sitaru.
È stato presente nella sezione Festa Mobile del 34° Torino Film Festival, assieme ad un altro film di Sitaru (Ilegitim).